# Вест-Ворік (Род-Айленд)
Вест-Ворік (англ. West Warwick) — місто (англ. town) в США, в окрузі Кент штату Род-Айленд. Населення — 31 012 особи (2020).

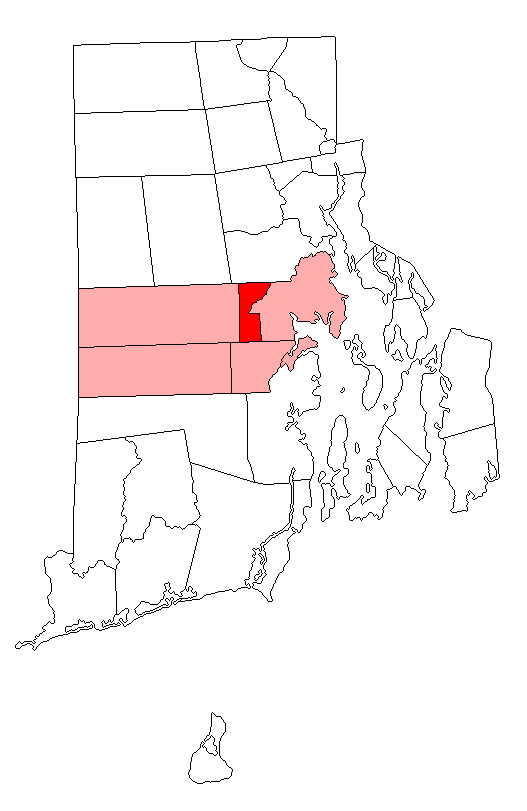
Вест-Ворік виділений червоним, округ Кент — рожевим на карті Род-Айленда

## Географія
Вест-Ворік розташоване на березі річки Потакет, його площа становить 21 км², з яких 0,5 км² (2,4 %) становлять відкриті водні простори. У складі міста виділено 9 сіл.

## Демографія

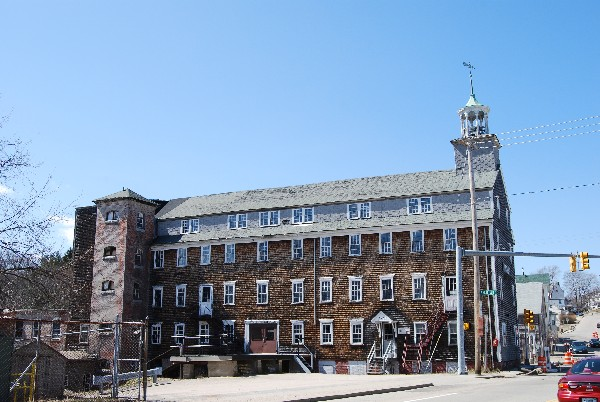
Найбільша пам'ятка Вест-Ворика — бавовняний завод Ліппітт-Мілл

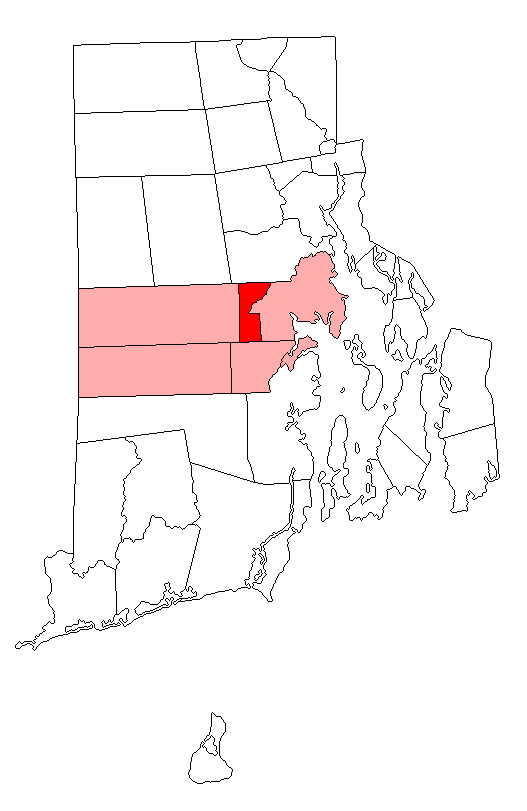
Вест-Ворік виділений червоним, округ Кент — рожевим на карті Род-Айленда

Згідно з переписом 2010 року, у місті мешкала 29 191 особа в 12 738 домогосподарствах у складі 7335 родин. Було 13888 помешкань
Расовий склад населення:
| - 91,3 % — білих - 2,2 % — чорних або афроамериканців - 2,2 % — азіатів - 0,3 % — корінних американців - 1,6 % — осіб інших рас |

До двох чи більше рас належало 2,4 %. Частка іспаномовних становила 5,0 % від усіх жителів.
За віковим діапазоном населення розподілялося таким чином: 19,7 % — особи молодші 18 років, 66,5 % — особи у віці 18—64 років, 13,8 % — особи у віці 65 років та старші. Медіана віку мешканця становила 39,0 року. На 100 осіб жіночої статі у місті припадало 93,6 чоловіків; на 100 жінок у віці від 18 років та старших — 91,0 чоловіків також старших 18 років.
Середній дохід на одне домашнє господарство становив 64 926 доларів США (медіана — 51 563), а середній дохід на одну сім'ю — 84 311 долар (медіана — 72 216). Медіана доходів становила 50 415 доларів для чоловіків та 40 173 долари для жінок. За межею бідності перебувало 15,0 % осіб, у тому числі 19,8 % дітей у віці до 18 років та 9,2 % осіб у віці 65 років та старших.
Цивільне працевлаштоване населення становило 15 314 осіб. Основні галузі зайнятості: освіта, охорона здоров'я та соціальна допомога — 23,4 %, виробництво — 14,4 %, роздрібна торгівля — 14,0 %.